# Theeplant
De theeplant (Camellia sinensis) is een struik die van oorsprong voorkomt in China en Zuidoost-Azië. De jonge scheuten van deze struik worden gebruikt om thee te produceren. De soortaanduiding sinensis is Latijn voor Chinees. Tegenwoordig wordt thee over de gehele wereld in tropische en subtropische gebieden geteeld. Van deze struik worden witte thee, groene thee, oolong en zwarte thee gemaakt.
De theeplant is een groenblijvende struik of kleine boom die zo'n 17 m hoog kan worden, maar meestal tot onder de twee meter wordt gesnoeid als hij voor de bladeren wordt geteeld. De struik heeft een sterke penwortel. De bloemen zijn geel-wit met een diameter van zo'n 2,5–4 cm met 7 of 8 bloemblaadjes.
De zaden van de theeplant kunnen fijngemalen worden voor thee-olie, een zoete olie voor kookdoeleinden die niet verward moet worden met theeboomolie, een etherische olie die gebruikt wordt voor medische en cosmetische doeleinden en gemaakt wordt van de bladeren van Melaleuca alternifolia.
De bladeren zijn 4–15 cm lang en 2–5 cm breed.

## Samenstelling blad
Verse jonge theebladeren bevatten op basis van het drogestofgewicht ongeveer 4% cafeïne, 25% polyfenolen, 2% eiwit, 27% ruwe celstof, 4% koolhydraten, 60% pectine en verder etherische olie. De top en het bovenste blad hebben het hoogste gehalte aan cafeïne en polyfenolen. Voor de productie van thee wordt bij voorkeur gebruikgemaakt van jonge lichtgroene bladeren. Deze hebben korte witte haren aan de onderzijde. Oudere bladeren zijn donkerder groen van kleur en leveren door een andere chemische samenstelling weer een andere theesmaak op.
De polyfenolen afkomstig van galluszuur en catechine worden tijdens het rollen en fermenteren enzymatisch omgezet in o-chinonen, die gepolymeriseerd zorgen voor de donkere kleur van thee. Het gehalte aan tannine mag niet te hoog zijn, omdat deze stof de mond doet samentrekken en dus voor een onaangename smaak zorgt. Om dit te neutraliseren kan melk worden toegevoegd.

## Productie
De plantages liggen meestal op een berghelling, die kunnen 1200 tot 1800 meter boven het zeeniveau zijn. Thee wordt vooral veel verbouwd in China. Hierbij geldt dat hoe hoger de plantage ligt, des te beter de kwaliteit van de thee zal zijn. Als de theeplant twee (bij vegetatieve vermeerdering) of vier (bij generatieve vermeerdering) jaar oud is, kan er voor het eerst worden geoogst. Gewoonlijk worden alleen de top en de eerste twee of drie bladeren van de plant machinaal of met de hand geoogst voor de verwerking tot thee. Handmatig plukken geeft het beste resultaat. Het oogsten wordt elke een tot twee weken herhaald. De oogst kan gedurende het gehele jaar plaatsvinden. De beste kwaliteit wordt echter geplukt in de droge moessontijd.
Theebladen in Zuidoost-Azië werden samengeperst tot theeblokken. Hiervan werd thee gemaakt om te drinken en dit werd ook gebruikt als voedsel en betaalmiddel.
De meest bekende zwarte thee krijgt na de pluk een aantal behandelingen:
- verflensen - de thee wordt uitgespreid en krijgt een dag de tijd om te verleppen.
- rollen - de theebladeren worden gedurende een half uur gerold tussen twee horizontaal draaiende vlakken. Hierbij komen stoffen vrij die voor het oxideren nodig zijn.
- oxideren - in een koele geventileerde ruimte absorberen de theeblaadjes zuurstof. Dit duurt een aantal uren.
- verhitten - de thee wordt verhit tot 80 - 90 °C. De oxidatie stopt en de thee wordt ook ontsmet. Hierna is de thee zwart geworden.
- drogen - na het verhitten wordt de thee volledig gedroogd.
- sorteren - de blaadjes worden gesorteerd op grootte met behulp van verschillende zeven. De betere theesoorten bestaan uit grotere blaadjes. In theezakjes worden vaker theekruimels verwerkt dan in losse thee.
- mengen en verpakken - de thee die in de winkel wordt gekocht, is eerst door de handen van theepakkers gegaan, die gespecialiseerde theeproevers in dienst hebben. Bij de theepakkers worden de melanges samengesteld. De belangrijkste reden daarvan is om tot een constante kwaliteit te komen, elk jaar opnieuw. Een melange kan uit vele tientallen soorten bestaan, die samen in een silo tot rust komen om op elkaar te kunnen inwerken.

De groene thee wordt verkregen door de bladeren direct na de oogst te verhitten, waardoor de enzymen inactief worden gemaakt en oxidatie uitblijft.
De witte thee wordt verkregen door de bladeren direct na de oogst te drogen. Bij de hoogste kwaliteit worden de struiken ook nog beschermd tegen het zonlicht, waardoor een lager chlorofylgehalte van de bladeren wordt verkregen.
- Bioscoopjournaal uit 1947 over herstel van de theeplantages na de Japanse bezetting

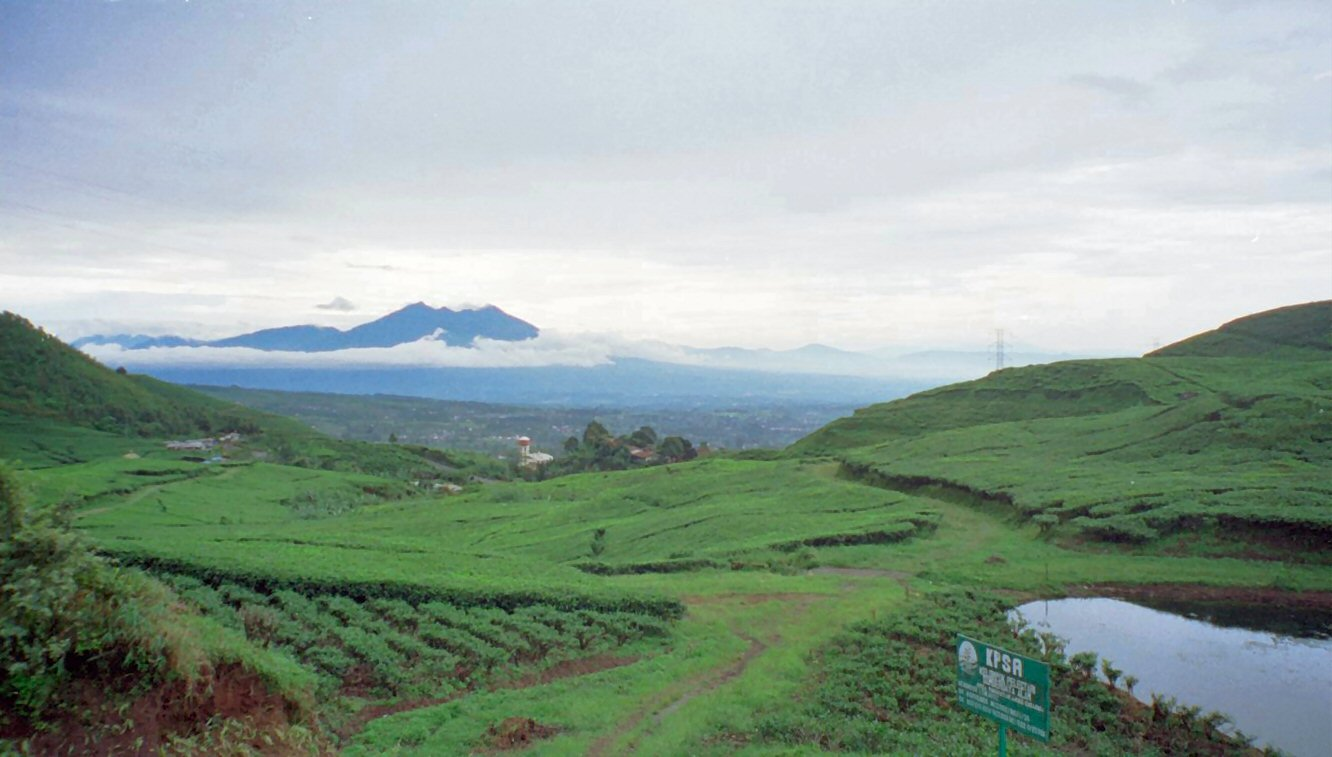
Theeplantage in Bogor (Indonesië)
- Bioscoopjournaal uit 1975 over een onderzoeksinstituut voor thee en kina in Preanger op West-Java, met beelden van theeplantages.
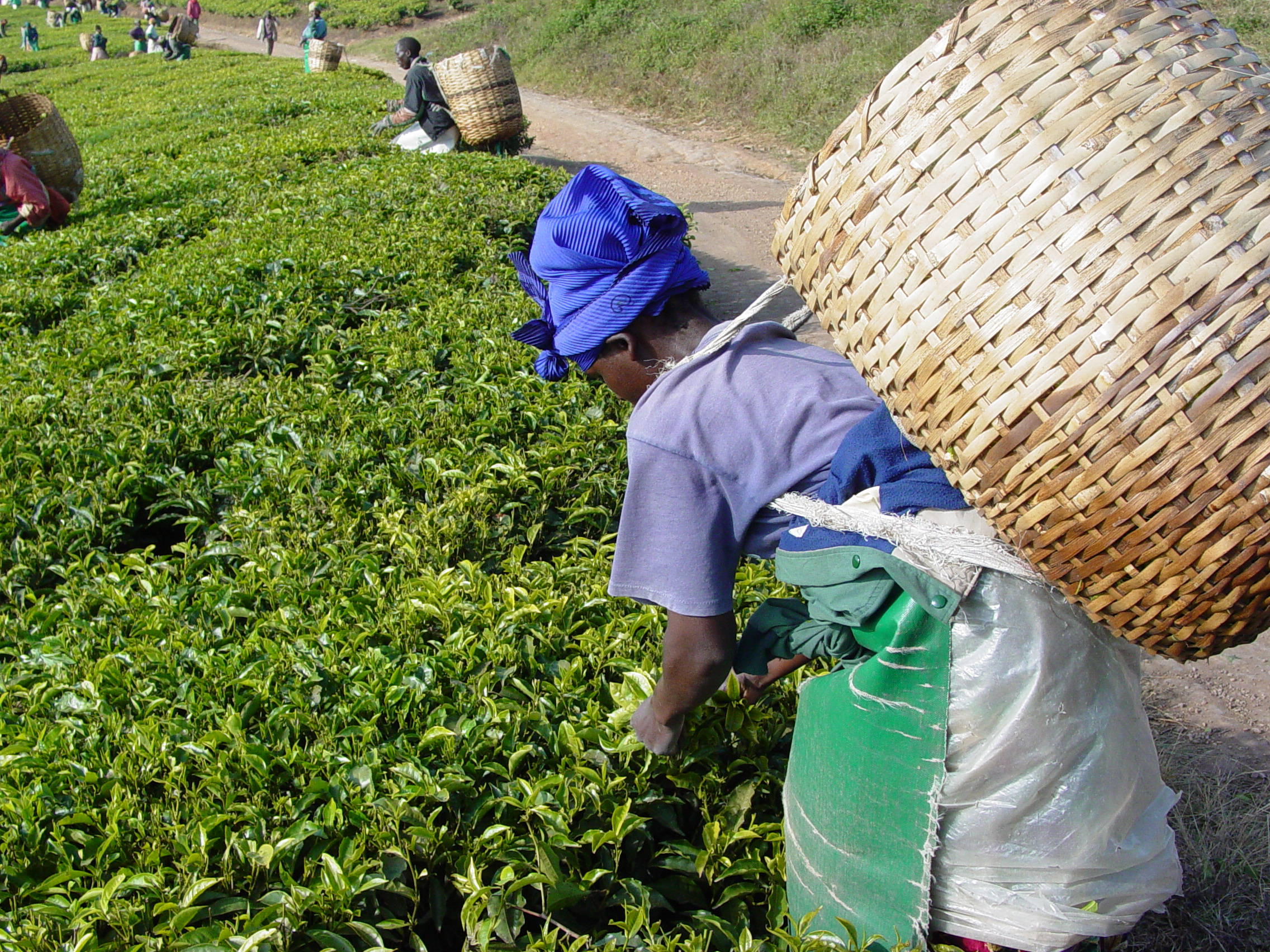
Oogst in Tanzania met de hand
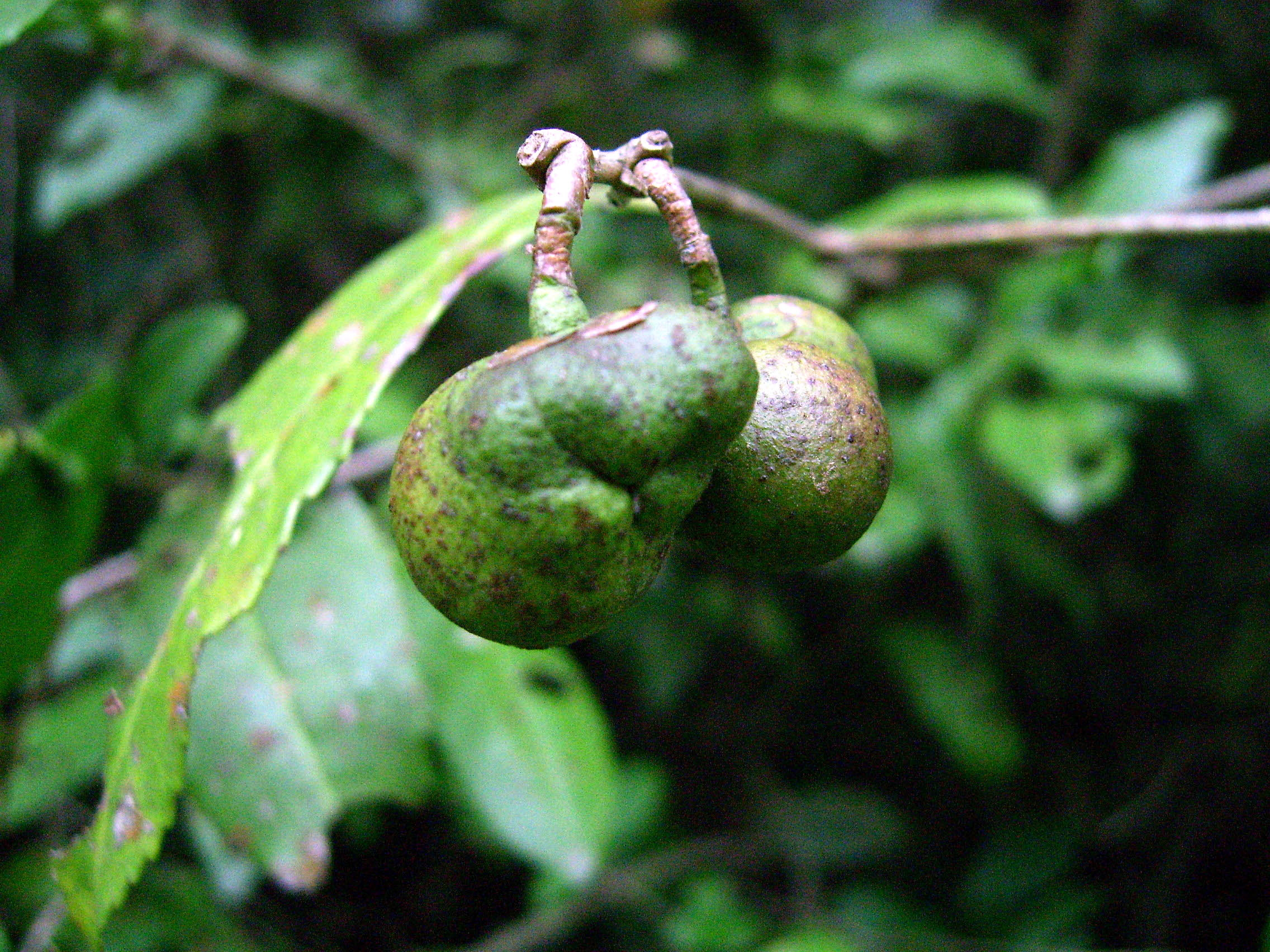
Vruchten van Camellia sinensis
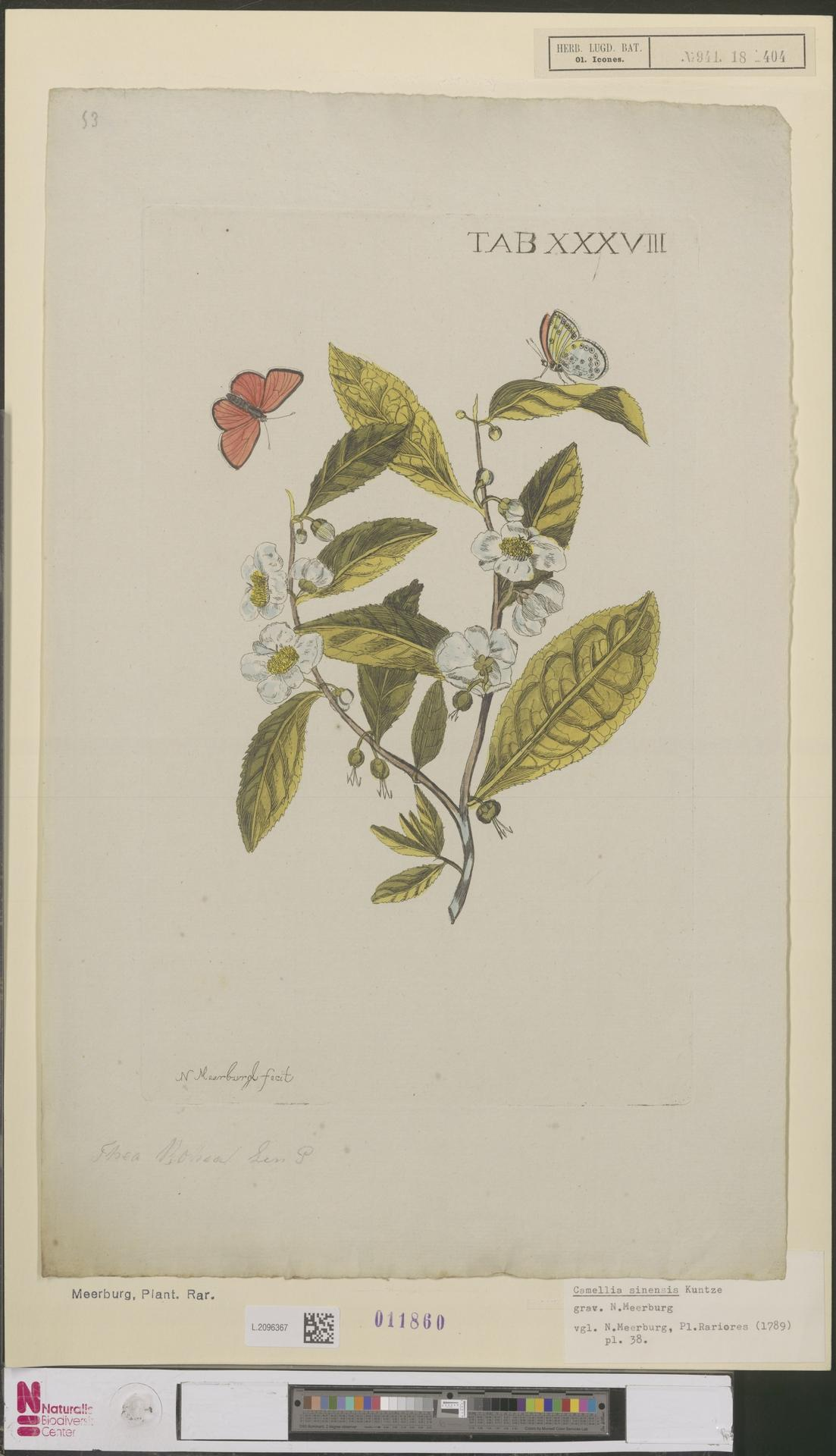
Gravure van de theeplant door Nicolaas Meerburgh, gebruikt als voorplaat van Hella Haasses Heren van de thee.
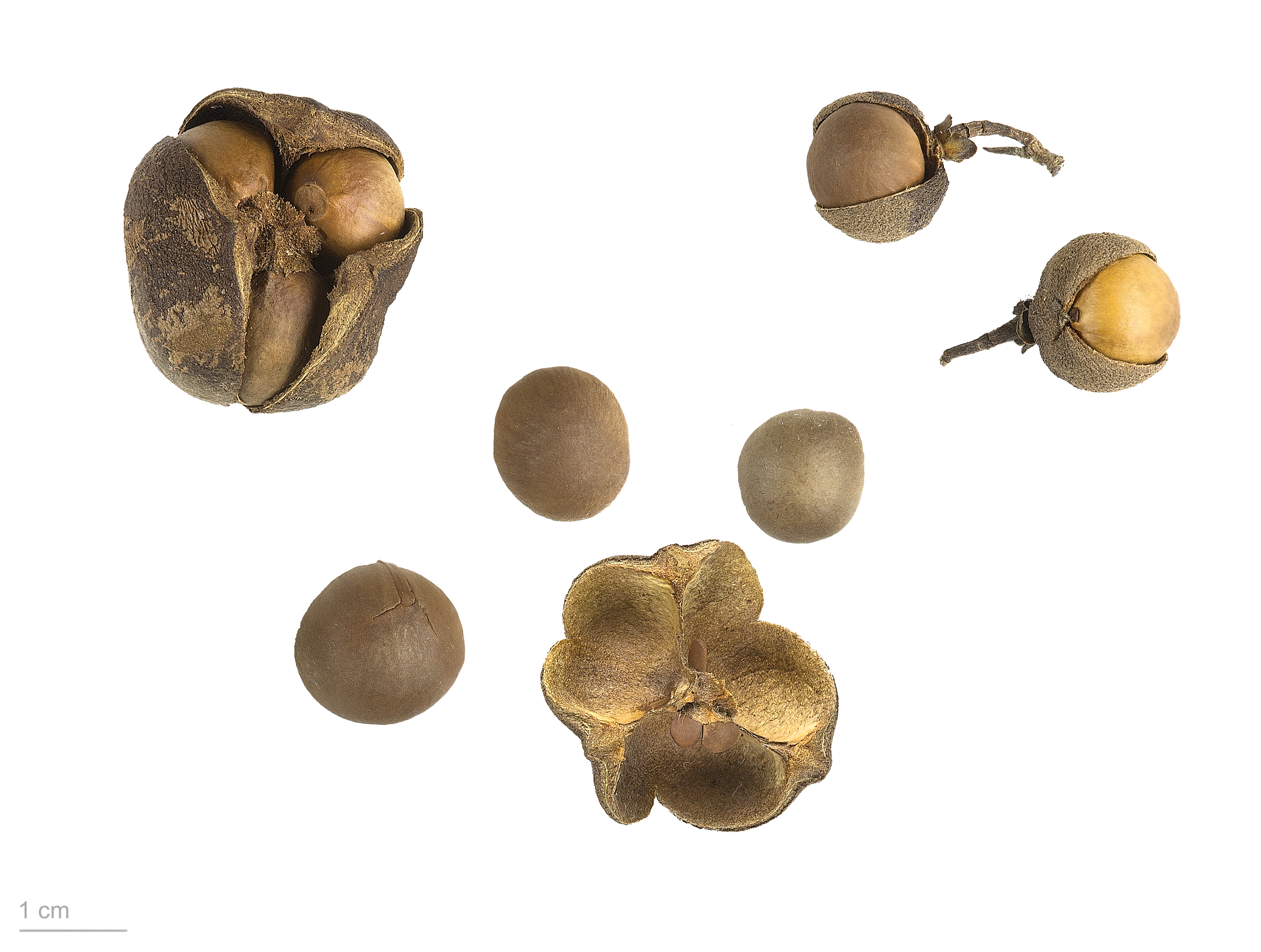
Vruchten en zaden
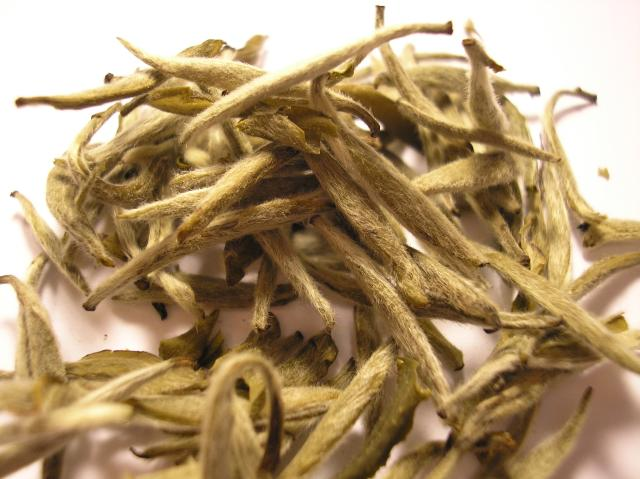
Witte thee